# لانس ديل
لانس ديل (بالإنجليزية: Lance Deal) هو رامي مطرقة أمريكي، ولد في 21 أغسطس 1961 في ريفرتون في الولايات المتحدة.

## وصلات خارجية
- لانس ديل على موقع الاتحاد الدولي لألعاب القوى (الإنجليزية)
- لانس ديل على موقع الاتحاد الأمريكي لسباقات المضمار والميدان (الإنجليزية)
- لانس ديل على موقع الاتحاد الأمريكي لسباقات المضمار والميدان (الإنجليزية)
- لانس ديل على موقع اللجنة الأولمبية الدولية (الإنجليزية)
- لانس ديل على موقع أوليمبيديا (الإنجليزية)